# Johan Konrad Warmholtz
Johan Konrad Warmholtz, född 1673 vid Halberstadt, död 1 september 1745 i Stockholm, var en svensk apotekare. Han var far till Carl Gustaf Warmholtz.
Warmholtz uppfostrades i Schlesien, där han bland annat även fick studera kemi och farmaci. För sin utbildning företog han vidsträckta resor i Tyskland och Polen; över Danzig kom han även till Stockholm, där han snart anställdes som provisor på apoteket Svanen. År 1696 övergick han till samma ställning vid apoteket Markattan, vilket han genom gifte med den föregående innehavaren Jakob Leonhard Allmachers dotter fick överta 1705. Warmholtz var mycket kunnig i kemi och kom därigenom i nära kontakt med Urban Hjärne och Johann Konrad Dippel samt utförde tillsammans med dem kemiska laborationer. Warmholtz efterlämnade märkliga anteckningar i farmaci (berörda i Peter Jonas Bergius inträdestal i Kungliga Vetenskapsakademien 1758).